# Estação Ferroviária de Povoação
A Estação Ferroviária de Povoação é uma interface encerrada da Linha do Corgo, que servia a localidade de Ermida, no Distrito de Vila Real, em Portugal.

## História

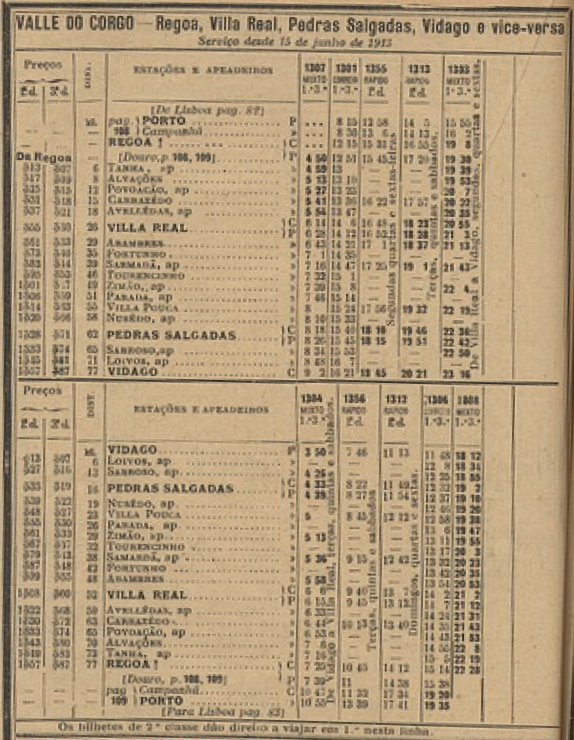
Horário de 1913 da Linha do Corgo, incluindo Povoação, que surge com a categoria de apeadeiro

Quando foi planeado o troço o entre a Régua e Vila Real da então denominada Linha do Valle do Corgo, uma das localidades a serem servidas pela nova linha era a de Povoação. Este troço foi inaugurado no dia 12 de Maio de 1906.
O troço entre Vila Real e a Régua foi desactivado para obras em 25 de Março de 2009, tendo sido definitivamente encerrado pela Rede Ferroviária Nacional em Julho de 2010.